# Teenage Mutant Ninja Turtles: Mutant Melee
TMNT: Mutant Melee (Teenage Mutant Ninja Turtles: Mutant Melee in territorio PAL) è un videogioco di combattimento del 2005 sviluppato e pubblicato dalla Konami. È basato sulla serie animata delle Tartarughe Ninja del 2003.